# Метревелі Костянтин Юрійович
Костянтин Метревелі (нар. 27 серпня 1974) — грузинський футболіст, півзахисник.

## Життєпис
Костянтин Метревелі народився 27 серпня 1974 року. У професіональному футболі дебютував 1993 року у футболці клубу «Металург» (Руставі), кольори якого захищав до 1994 року (12 зіграних матчів). З 1994 по 1996 роки виступав у «Сіоні» (Болнісі), а з 1997 по 1999 рік захищав кольори «Торпедо» (Кутаїсі).
У 2000 році переїхав до України, де підписав контракт з тернопільською «Нивою», яка на той час повернулася до вищої ліги чемпіонату України. Дебютував за тернопільську команду 2 квітня 2000 року у програному (1:4) виїзному поєдинку 18-го туру вищої ліги чемпіонату України проти київського «Динамо». Костянтин вийшов на поле на 46-ій хвилині, замінивши іншого грузинського легіонера, Автанділа Сіхарулідзе. Цей матч так і залишився єдиним у кар'єрі Метревелі за «Ниву», а вже незабаром він залишив Україну та повернувся до Грузії.
З 2000 по 2001 роки захищав кольори клубів «Іберія» (Самтредія), «Сіоні» (Болнісі) та «Мерані-Олімп» (Тбілісі). У 2002 році зіграв 16 матчів та відзначився 5-ма голами у складі клубу «Гурія» (Ланчхуті). З 2003 по 2004 рік захищав кольори «Чихури». У 2004 році перейшов до «Динамо» (Батумі), у складі якого виступав до 2005 року. Останнім клубом у кар'єрі гравці для Костянтина Метревелі став ФК «Кахеті», у складі якого у сезоні 2005/06 років він зіграв 3 матчі.